# Cinarină
Cinarina (acidul 1,5-dicafeoilchinic) este un compus organic derivat de acid hidroxicinamic, fiind un ester al acidului chinic cu două resturi de acid cafeic. Este un compus cu efect bioactiv din anghinare (Cynara cardunculus).